# Sopot
För andra betydelser, se Sopot (olika betydelser).
Sopot (tyska Zoppot, kasjubiska Sopòt) är en stad belägen vid Gdańskbukten i Pommerns vojvodskap i norra Polen, känd som bad- och kurort. Staden har administrativ powiatstatus och har 37 683 invånare (2014). Staden är den minsta av de tre sammanväxta städerna i trestadsområdet Trójmiasto som utgör kärnan i Gdańsks storstadsområde, och omges av de större grannstäderna Gdańsk och Gdynia.

## Historia
Sopot lydde under klostret i Oliwa åren 1283–1802 och fick stadsrättigheter 1902. I Zoppot uppehöll sig de svenska fullmäktige under de förhandlingar, som ledde till freden i det närbelägna Oliwa, från 5 januari 1660, tills traktaten avslutades, i maj samma år.
Efter Polens delningar hamnade Sopot under preussiskt styre, där den tillhörde den preussiska provinsen Westpreussen. Efter Tysklands nederlag i första världskriget ingick orten i fria staden Danzig och efter andra världskriget införlivades orten med Polen och den tyska befolkningen fördrevs.

## Sevärdheter
Staden ligger inbäddad mellan lövskogsbevuxna kullar som formats av moräner och havet, vilket gör den till attraktion både på sommaren och på vintern, då det finns möjligheter för skidsporter. Den snabba tillväxten i städerna Gdańsk, Gdynia och Sopot har gjort att städerna i stort sett växt ihop till en enda storstad som brukar kallas Trestaden (Trójmiasto) med cirka 1 miljon invånare.
Sopot är mest känt som kurort och för sitt intensiva uteliv. Här finns även många populära och välbesökta badstränder. Orten har en årligen återkommande sångfestival, Sopotfestivalen, och är Polens sommarhuvudstad. Mellan 1977 och 1980 var staden huvudort för Intervision Song Contest; samtliga finaler genomfördes vid stadens utomhusopera. I staden arrangeras även Sopot Film Festival.
Bebyggelsen karakteriseras främst av välbevarade och numera renoverade villor och flervåningshus från sekelskiftet; många med för Sopot karakteristiska träverandor och torn. En del av Casinos byggnad skadades under andra världskriget men återbyggdes igen efter murens fall. I Sopot finns Europas längsta brygga i trä, "molo". Byggnaden Krzywy Domek, "krokiga huset" i stadens centrum, uppförd 2004, är internationellt berömd för sin unika organiskt böjda arkitektur och inrymmer ett köpcentrum.

## Bilder

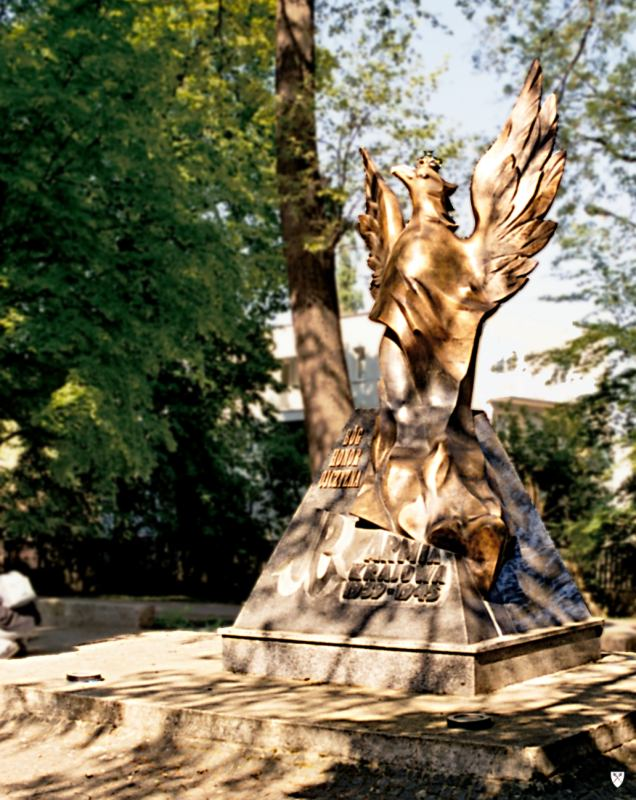
Monumentet över Polska hemmaarmén.
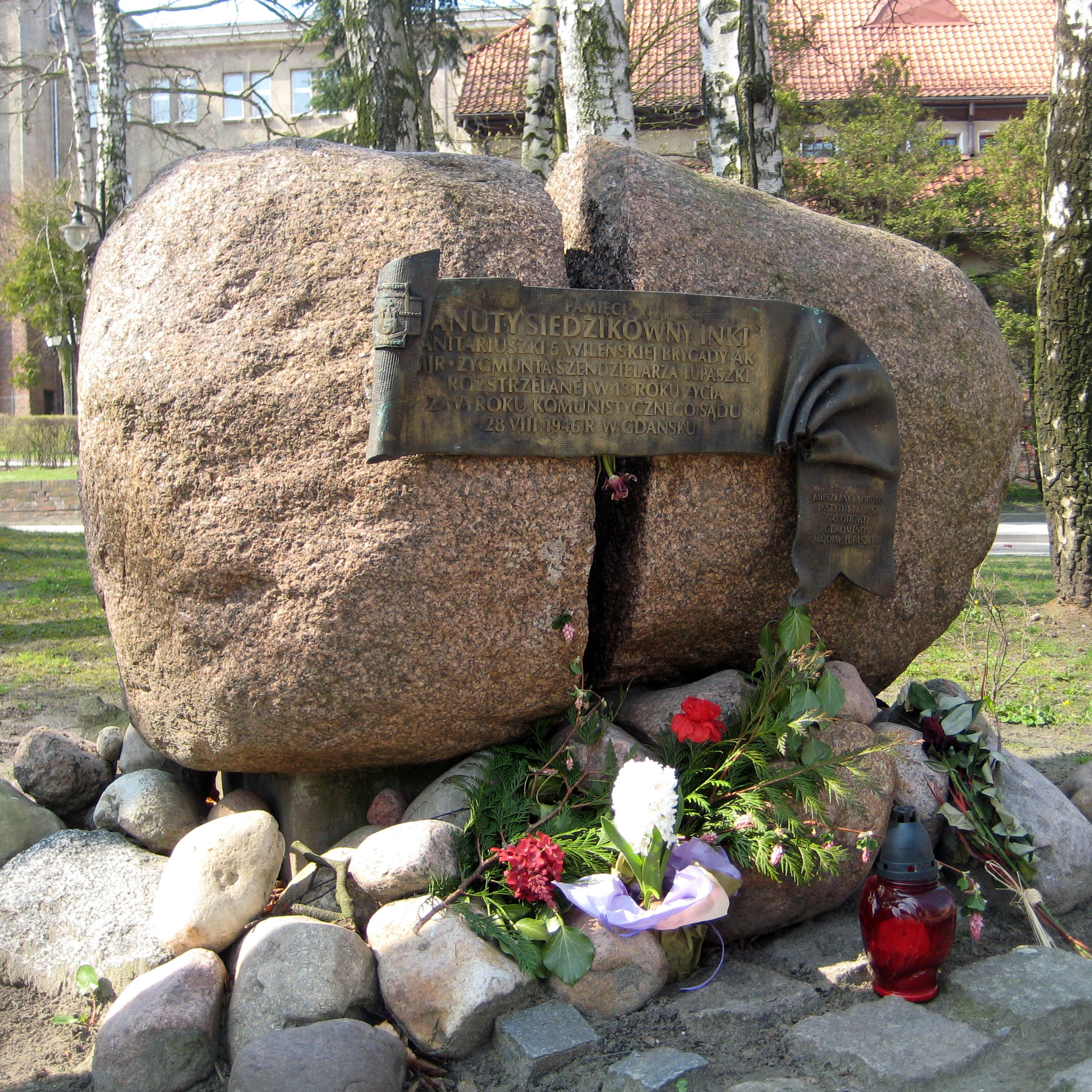
Minnessten för Danuta Siedzikówna i Sopot.